# 红帽集群套件
红帽集群套件（英語：Red Hat Cluster Suite），一个提供高可用性、高可靠性、负载均衡、存储共享经济的集群方案。其中这两种产品（高可用性附加组件和负载均衡附加组件）都基于开源社区项目，红帽集群开发人员为社区提供上游代码。 计算集群不是集群套件的一部分，而是由Red Hat MRG提供。

## 作用
RHCS是一个功能完备的集群应用解决方案，它从应用的前端访问到后端的数据存储都提供了一个行之有效的集群架构实现，通过RHCS提供的这种解决方案，不但能保证前端应用持久、稳定的提供服务，同时也保证了后端数据存储的安全。常应用于web应用、数据库应用等，提供安全可靠的运行环境。